# Didymodon reflexus
Didymodon reflexus är en bladmossart som beskrevs av Thériot 1924. Didymodon reflexus ingår i släktet lansmossor, och familjen Pottiaceae. Inga underarter finns listade i Catalogue of Life.